# گورستان قلعه هدار
قبرستان قلعه هدار مربوط به دوره قاجار است و در شهرستان سرباز، بخش پیشین، دهستان جکیگور، ۱ کیلومتری جنوب روستای هدار واقع شده و این اثر در تاریخ ۲ مرداد ۱۳۸۷ با شمارهٔ ثبت ۲۳۰۸۱ به‌عنوان یکی از آثار ملی ایران به ثبت رسیده است.